# Marta Milani
Marta Milani (Treviglio, 9 marzo 1987) è una velocista e mezzofondista italiana.
È stata semifinalista sui 400 m ai Mondiali di Taegu in Corea del Sud nel 2011; inoltre è stata finalista sia sui 400 m che con la 4x400 m sia agli Europei di Barcellona in Spagna nel 2010 che agli Euroindoor di Parigi in Francia nel 2011.
È una delle componenti delle due staffette italiane della 4x400 m, indoor ed outdoor, detentrici del record nazionale.
In carriera ha vinto 15 titoli italiani assoluti, 7 individuali e 8 in staffetta.
Titolata a livello nazionale in tutte le categorie giovanili, con 12 medaglie d'oro complessive: 4 promesse e juniores, 2 allieve e cadette.
È allenata da Angelo Alfano.

## Biografia

### 2001-2003: prime medaglie e primi titoli italiani giovanili
Risiede a Bergamo ed è cresciuta nel vivaio dell'Atletica Bergamo 1959 prima di essere reclutata dall'Esercito nel 2007.
Nel 2001, al suo primo anno da cadetta, vince la sua prima medaglia in un campionato italiano con l'argento della staffetta svedese.
L'anno seguente fa doppietta di titoli nazionali ai campionati cadetti su 300 m e staffetta svedese.
Nel 2003 arriva quarta sui 400 m ai Campionati italiani allieve.

### 2004-2005: esordio in una competizione internazionale, mondiali juniores ed europei juniores
Un'altra doppietta di titoli italiani nel 2004 quando vince da allieva, sia i 400 m indoor che la staffetta 4x400 m outdoor.
Nello stesso anno esordisce in una manifestazione internazionale vincendo due medaglie d'oro (400 e 4x400 m) ai Giochi europei studenteschi tenutisi in Italia a Milano;

inoltre gareggia sempre in Italia a Grosseto ai Mondiali juniores giungendo sino alla semifinale della 4x400 m.
Due medaglie, entrambe sui 400 m nei campionati di categoria juniores, su 4 finali corse nel 2005: oro agli juniores indoor ed argento a quelli outdoor (quinta sui 200 m); esordisce agli assoluti indoor giungendo sesta sui 400 m.
Agli Europei juniores di Kaunas in Lituania non va oltre la batteria sia nei 400 che nella 4x400 m.

### 2006-2007: mondiali juniores ed esordio con la nazionale assoluta
Dal 2006 ha provato con una certa continuità anche gli 800 metri in cui vanta un personale di 2'01”35 realizzato a Lignano Sabbiadoro il 17 luglio 2012; nel 2014 in accordo con la FIDAL, a seguito dei risultati degli Europei di Zurigo, si è deciso di ritornare “quasi totalmente all'antico”.
Il suo migliore tempo sui 400 m è di 51”86 ottenuto a Taegu il 28 agosto del 2011 durante i Mondiali in Corea del Sud.
Tripletta di titoli italiani nel 2006 da juniores: 400 m indoor ed outdoor, 4x400 m outdoor; agli assoluti arriva quarta sui 400 m indoor ed a quelli outdoor sesta sugli 800 m ed ottava con la 4x400 m.
Ai Mondiali juniores di Pechino in Cina si ferma in semifinale sui 400 m.
Tre medaglie nel 2007: bronzo sugli 800 m indoor promesse, bronzo nei 400 m promesse ed argento sui 400 m; poi è uscita in batteria sugli 800 m agli assoluti indoor ed è stata decima con la 4x400 m agli assoluti.
Esordisce con la Nazionale assoluta l'8 settembre 2007 al DécaNation di Parigi in Francia piazzandosi sesta sui 400 m;

sempre nel 2007 partecipa agli Europei under 23 di Debrecen in Ungheria uscendo in batteria sui 400 m ed arrivando quarta con la 4x400 m.

### 2008-2009: coppa Europa indoor e outdoor, primo titolo italiano assoluto, mondiali ed europei under 23
Sei medaglie, con 4 titoli italiani, nel 2008: oro 400 m promesse indoor, agli assoluti indoor argento sui 400 ed oro con la 4x200 m, oro 400 m promesse, agli assoluti argento sui 400 ed oro nella 4x400 m.
Con la Nazionale assoluta ha gareggiato in Coppa Europa sia a livello indoor a Mosca in Russia (sesta sui 400 m) che outdoor ad Annecy in Francia (ottava nella 4x400 m).
Altre cinque medaglie con 3 titoli nazionali nel 2009: oro 400 m promesse indoor, bronzo 400 m assoluti indoor (squalificata in batteria con la 4x200 m), oro 400 m promesse, agli assoluti è stata argento sui 400 ed oro con la 4x400 m.
Nel 2009 partecipa per la prima volta ai Mondiali: in Germania a Berlino esce in batteria nella 4x400 m; 

in precedenza gareggia agli Europei under 23 in Lituania a Kaunas terminando sesta nei 400 m e quinta con la 4x400 m (realizzando il record nazionale di categoria).

Sempre nel 2009 vince due medaglie d'argento, entrambe con la staffetta 4x400 m: prima alla Coppa dei Campioni per club in Spagna a Castellón de la Plana e poi all'Europeo per nazioni a Leiria in Portogallo.

### 2010-2012: primo titolo individuale assoluto, europei con record italiano in staffetta, europei indoor, mondiali ed europei
Tre medaglie nel 2010: oro sui 400 m indoor assoluti (si è ritirata nella batteria della 4x200 m), due argenti agli assoluti su 400 e 4x400 m.
Ha fatto parte della staffetta 4x400 m agli Europei di Barcellona 2010 classificandosi al 4º posto ed ottenendo insieme a Chiara Bazzoni, Maria Enrica Spacca e Libania Grenot il nuovo record italiano col tempo di 3'25”71; nella stessa manifestazione è stata settima sui 400 m. 

In precedenza vince la medaglia di bronzo sui 400 m al DécaNation di Annecy in Francia; all'Europeo per nazioni in Norvegia a Bergen giunge settima con la 4x400 m.
Sette medaglie con 5 titoli nel biennio 2011-2012: 400 m indoor ed outdoor (2011), 800 (2012) 4x400 (2011 e 2012), due argenti agli indoor su 400 e 4x200 m.
Nel 2011 partecipa sia agli Europei indoor in Francia a Parigi (sesta nei 400 m e quarta con la 4x400 m) che ai Mondiali di Taegu in Corea del Sud (semifinale sui 400 m e batteria nella 4x400 m). 

In Coppa dei Campioni per club a in Portogallo Vila Real de Santo António è argento sugli 800 m e bronzo nella 4x400 m; 

invece all'Europeo per nazioni in Svezia a Stoccolma si classifica ottava nei 400 m e sesta con la 4x400 m.
Agli Europei di Helsinki 2012 in Finlandia non va oltre la batteria della 4x400 m.

### 2013-2015: europei indoor, mondiali, mondiali indoor con record italiano di staffetta ed europei
Sei medaglie con 5 titoli assoluti nel biennio 2013-2014: 800 e 400 m (in entrambi gli anni), 800 m indoor (2014) ed argento sui 800 m indoor (2013).
Nel 2013 partecipa a quattro competizioni internazionali: Europei indoor a Göteborg in Svezia (squalificata in batteria sugli 800 m), Giochi del Mediterraneo in Turchia a Mersin (quinta negli 800 m), Europeo per nazioni a Gateshead in Gran Bretagna (settima negli 800 m) e Mondiali in Russia a Mosca (fuori in batteria sugli 800 m e squalificata nella finale della staffetta 4x400 m).
In entrambe le manifestazioni internazionali del 2014 in cui ha gareggiato con la staffetta 4x400 m, è uscita in batteria: sia ai Mondiali indoor in Polonia a Sopot dove ha realizzato il nuovo record nazionale che agli Europei di Zurigo in Svizzera; invece all'Europeo per nazioni in Germania a Braunschweig ha chiuso decima sugli 800 m.
Vicecampionessa nazionale agli universitari 2015 sui 400 m.
Ha gareggiato all'Europeo per nazioni in Russia a Čeboksary terminando al quarto posto con la staffetta 4x400 m.
Un titolo ed un piazzamento agli assoluti di Torino: oro nella staffetta 4x400 m, ottava sui 400 m (era iscritta anche negli 800 m, ma non ha gareggiato).
È arrivata settima sui 400 m alle Universiadi coreane di Gwangju.

## Record nazionali

### Seniores
- Staffetta 4 x 400 metri: 3'25”71 ( Barcellona, 1º agosto 2010), (Chiara Bazzoni, Marta Milani, Maria Enrica Spacca, Libania Grenot)[6]
- Staffetta 4 x 400 metri indoor: 3'31”99 ( Sopot, 8 marzo 2014), (Maria Enrica Spacca, Elena Bonfanti, Marta Milani, Chiara Bazzoni)[7]
- 600 metri piani indoor: 1'28”66 ( Ancona, 6 marzo 2010)[7]

### Promesse
- Staffetta 4×400 metri: 3'32”92 ( Kaunas, 19 luglio 2009), (Eleonora Sirtoli, Elena Bonfanti, Chiara Varisco, Marta Milani)[6]

## Progressione

### 400 metri piani
| Stagione | Tempo | Luogo      | Data      | Rank. Mond. |
| -------- | ----- | ---------- | --------- | ----------- |
| 2015     | 52"76 | Gwangju    | 9-7-2015  |             |
| 2014     | 53"61 | Savona     | 2-7-2014  | 322ª        |
| 2013     | 53"83 | Lodi       | 11-5-2013 | 373ª        |
| 2012     | 53"43 | Nembro     | 10-7-2012 | 293ª        |
| 2011     | 51"86 | Taegu      | 28-8-2011 | 62ª         |
| 2010     | 51"87 | Barcellona | 30-7-2010 | 52ª         |
| 2009     | 52"76 | Milano     | 2-8-2009  | 136ª        |
| 2008     | 53"54 | Pavia      | 11-5-2008 | 294ª        |
| 2007     | 53"76 | Padova     | 28-7-2007 | 320ª        |
| 2006     | 54"49 | Erba       | 6-6-2006  | 489ª        |
| 2005     | 54"93 | Rovellasca | 27-7-2005 | 611ª        |

### 400 metri piani indoor
| Stagione | Tempo | Luogo  | Data      | Rank. Mond. |
| -------- | ----- | ------ | --------- | ----------- |
| 2015     | 54"33 | Padova | 24-2-2015 |             |
| 2013     | 54"22 | Ancona | 10-2-2013 | 136ª        |
| 2012     | 53"83 | Ancona | 26-2-2012 | 96ª         |
| 2011     | 53"09 | Ancona | 19-2-2011 | 35ª         |
| 2010     | 53"54 | Ancona | 27-2-2010 | 71ª         |
| 2009     | 53"64 | Torino | 21-2-2009 | 46ª         |
| 2008     | 54"31 | Ancona | 2-2-2008  | 134ª        |
| 2007     | 55"68 | Genova | 11-2-2007 | 301ª        |
| 2006     | 55"14 | Genova | 22-1-2006 | 215ª        |
| 2005     | 56"23 | Ancona | 19-2-2005 |             |

### 800 metri piani
| Stagione | Tempo   | Luogo              | Data      | Rank. Mond. |
| -------- | ------- | ------------------ | --------- | ----------- |
| 2015     | 2'05"72 | Praga              | 8-6-2015  |             |
| 2014     | 2’01"76 | Rieti              | 7-9-2014  | 82ª         |
| 2013     | 2’01"40 | Lignano Sabbiadoro | 16-7-2013 | 78ª         |
| 2012     | 2’01"35 | Lignano Sabbiadoro | 17-7-2012 | 92ª         |
| 2011     | 2’01"50 | Torino             | 10-6-2011 | 82ª         |
| 2010     | 2’05"98 | Firenze            | 6-6-2010  | 334ª        |
| 2007     | 2’12"45 | Milano             | 3-6-2007  | 1.437ª      |
| 2006     | 2’09"05 | Milano             | 24-6-2006 | 652ª        |
| 2005     | 2’10"13 | Pietrasanta        | 9-10-2005 | 878ª        |

### 800 metri piani indoor
| Stagione | Tempo   | Luogo  | Data      | Rank. Mond. |
| -------- | ------- | ------ | --------- | ----------- |
| 2014     | 2’05"39 | Ancona | 23-2-2014 | 83ª         |
| 2013     | 2’05"32 | Ancona | 17-2-2013 | 84ª         |
| 2007     | 2’11"00 | Genova | 25-2-2007 | 330ª        |
| 2006     | 2’12"06 | Ancona | 25-2-2006 | 414ª        |

## Palmarès
| Anno | Manifestazione              | Sede       | Evento      | Risultato  | Prestazione | Note   |
| ---- | --------------------------- | ---------- | ----------- | ---------- | ----------- | ------ |
| 2004 | Giochi europei studenteschi | Milano     | 400 m piani | Oro        | 55"55       | [ 8 ]  |
| 2004 | Giochi europei studenteschi | Milano     | 4×400 m     | Oro        | 3'58"13     | [ 9 ]  |
| 2004 | Mondiali juniores           | Grosseto   | 4×400 m     | Semifinale | 3'41"53     | [ 10 ] |
| 2005 | Europei juniores            | Kaunas     | 400 m piani | Batteria   | 55"95       | [ 11 ] |
| 2005 | Europei juniores            | Kaunas     | 4×400 m     | Batteria   | 3'42"15     | [ 12 ] |
| 2006 | Mondiali juniores           | Pechino    | 400 m piani | Semifinale | 54"83       | [ 13 ] |
| 2007 | DécaNation                  | Parigi     | 400 m piani | 6ª         | 55"80       | [ 14 ] |
| 2007 | Europei under 23            | Debrecen   | 400 m piani | Batteria   | 54"59       | [ 15 ] |
| 2007 | Europei under 23            | Debrecen   | 4×400 m     | 4ª         | 3'34"39     | [ 16 ] |
| 2009 | Europei under 23            | Kaunas     | 400 m piani | 6ª         | 52"94       | [ 17 ] |
| 2009 | Europei under 23            | Kaunas     | 4×400 m     | 5ª         | 3'32"92     | [ 18 ] |
| 2009 | Mondiali                    | Berlino    | 4×400 m     | Batteria   | 3'31"05     | [ 19 ] |
| 2010 | DécaNation                  | Annecy     | 400 m piani | Bronzo     | 53"07       | [ 20 ] |
| 2010 | Europei                     | Barcellona | 400 m piani | 7ª         | 51"87       | [ 21 ] |
| 2010 | Europei                     | Barcellona | 4×400 m     | Bronzo     | 3'25"71     | [ 22 ] |
| 2011 | Europei indoor              | Parigi     | 400 m piani | 6ª         | 53"23       | [ 23 ] |
| 2011 | Europei indoor              | Parigi     | 4×400 m     | 4ª         | 3'33"70     | [ 24 ] |
| 2011 | Mondiali                    | Taegu      | 400 m piani | Semifinale | 51"86       | [ 25 ] |
| 2011 | Mondiali                    | Taegu      | 4×400 m     | Batteria   | 3'26"48     | [ 26 ] |
| 2012 | Europei                     | Helsinki   | 4×400 m     | Batteria   | 3'31"64     | [ 27 ] |
| 2013 | Europei indoor              | Göteborg   | 800 m piani | Batteria   | dq          | [ 28 ] |
| 2013 | Giochi del Mediterraneo     | Mersin     | 800 m piani | 5ª         | 2'04"01     | [ 29 ] |
| 2013 | Mondiali                    | Mosca      | 800 m piani | Batteria   | 2'02"41     | [ 30 ] |
| 2013 | Mondiali                    | Mosca      | 4×400 m     | Finale     | dq          | [ 31 ] |
| 2014 | Mondiali indoor             | Sopot      | 4×400 m     | Batteria   | 3'31"99     | [ 32 ] |
| 2014 | Europei                     | Zurigo     | 800 m piani | Batteria   | 2'05"64     | [ 33 ] |
| 2015 | Universiadi                 | Gwangju    | 400 m piani | 7ª         | 53"06       | [ 34 ] |
| 2016 | Europei                     | Amsterdam  | 400 m piani | Batteria   | 54"85       |        |
| 2019 | Europei indoor              | Glasgow    | 4×400 m     | Bronzo     | 3'31"90     |        |

## Campionati nazionali
- 7 volte campionessa assoluta della staffetta 4x400 m (2008, 2009, 2011, 2012, 2013, 2014, 2015)
- 1 volta campionessa assoluta indoor sugli 800 m (2014)
- 3 volte campionessa assoluta sugli 800 m (2012, 2013, 2014)
- 1 volta campionessa assoluta dei 400 m (2011)
- 2 volte campionessa assoluta indoor dei 400 m (2010, 2011)
- 1 volta campionessa assoluta indoor della staffetta 4x200 m (2008)
- 2 volte campionessa promesse sui 400 m (2008, 2009)
- 2 volte campionessa promesse indoor sui 400 m (2008, 2009)
- 1 volta campionessa juniores della staffetta 4x400 m (2006)
- 1 volta campionessa juniores sui 400 m (2006)
- 2 volte campionessa juniores indoor sui 400 m (2005, 2006)
- 1 volta campionessa allieve della staffetta 4x400 m (2004)
- 1 volta campionessa allieve indoor sui 400 m (2004)
- 1 volta campionessa cadette sui 300 m (2002)
- 1 volta campionessa cadette della staffetta svedese (2002)

2001
- Argento ai Campionati italiani cadetti e cadette, (Isernia), Staffetta 200+400+600+800 m - 5'31”97[35]

2002
- Oro ai Campionati italiani cadetti e cadette, (Formia), 300 m - 41”08[36]
- Oro ai Campionati italiani cadetti e cadette, (Formia), Staffetta svedese - 2'19”95[36]

2003
- 4ª ai Campionati italiani allievi e allieve, (Cesenatico), 400 m - 59”55[37]

2004
- Oro ai Campionati italiani allievi-juniores-promesse indoor, (Ancona), 400 m - 57”18[38]
- Oro ai Campionati italiani allievi e allieve, (Cesenatico), 4x400 m - 3'59”72[38]

2005
- Oro ai Campionati italiani allievi-juniores-promesse indoor, (Genova), 400 m - 56”57[39]
- 6ª ai Campionati italiani assoluti indoor, (Ancona),
400 m - 56”23[40]
- 5ª ai Campionati italiani juniores e promesse, (Grosseto), 200 m - 25”20[41]
- Argento ai Campionati italiani juniores e promesse, (Grosseto), 400 m - 55”19[42]

2006
- Oro ai Campionati italiani allievi-juniores-promesse indoor, (Ancona), 400 m - 56”49[43]
- 4ª ai Campionati italiani assoluti indoor, (Ancona),
400 m - 55”56[44]
- Oro ai Campionati italiani juniores e promesse, (Rieti), 400 m - 54”84[45]
- Oro ai Campionati italiani juniores e promesse, (Rieti), 4x400 m - 3'52”09[46]
- 6ª ai Campionati italiani assoluti, (Torino),
800 m - 2'09”99[47]
- 8ª ai Campionati italiani assoluti, (Torino),
4x400 m - 3'52”67[48]

2007
- Bronzo ai Campionati italiani allievi-juniores-promesse indoor, (Genova), 800 m - 2'11”00[49]
- In batteria ai Campionati italiani assoluti indoor, (Ancona), 800 m - 2'14”29[50]
- Bronzo ai Campionati italiani juniores e promesse, (Bressanone), 400 m - 55”13[51]
- Argento ai Campionati italiani assoluti, (Padova), 400 m - 53”76[52]
- 10ª ai Campionati italiani assoluti, (Padova),
4x400 m - 3'53”78[53]

2008
- Oro ai Campionati italiani allievi-juniores-promesse indoor, (Ancona), 400 m - 54”49[54]
- Argento ai Campionati italiani assoluti indoor, (Genova), 400 m - 54”46[55]
- Oro ai Campionati italiani assoluti indoor, (Genova), 4x200 m - 1'37”27[56]
- Oro ai Campionati italiani juniores e promesse, (Torino), 400 m - 54”08[57]
- Argento ai Campionati italiani assoluti, (Cagliari), 400 m - 53”75[58]
- Oro ai Campionati italiani assoluti, (Cagliari),
4x400 m - 3'42”62[59]

2009
- Oro ai Campionati italiani allievi-juniores-promesse indoor, (Ancona), 400 m - 54”72[60]
- Bronzo ai Campionati italiani assoluti indoor, (Torino), 400 m - 53”64[61]
- In batteria ai Campionati italiani assoluti indoor, (Torino), 4x200 m - dq[62]
- Oro ai Campionati italiani juniores e promesse, (Rieti), 400 m - 53”33[63]
- Argento ai Campionati italiani assoluti, (Milano), 400 m - 52”76[64]
- Oro ai Campionati italiani assoluti, (Milano),
4x400 m - 3'39”93[65]

2010
- Oro ai Campionati italiani assoluti indoor, (Ancona), 400 m - 53”54[66]
- In batteria ai Campionati italiani assoluti indoor, (Ancona), 4x200 m - r[67]
- Argento ai Campionati italiani assoluti, (Grosseto), 400 m - 52”27[68]
- Argento ai Campionati italiani assoluti, (Grosseto), 4x400 m - 3'42”04[69]

2011
- Oro ai Campionati italiani assoluti indoor, (Ancona), 400 m - 53”09[70]
- Oro ai Campionati italiani assoluti, (Torino),
400 m - 52”29[71]
- Oro ai Campionati italiani assoluti, (Torino),
4x400 m - 3'38”86[72]

2012
- Argento ai Campionati italiani assoluti indoor, (Ancona), 400 m - 53”83[73]
- Argento ai Campionati italiani assoluti indoor, (Ancona), 4x200 m - 1'38”85[74]
- Oro ai Campionati italiani assoluti, (Bressanone), 800 m - 2'05”21[75]
- Oro ai Campionati italiani assoluti, (Bressanone), 4x400 m - 3'39”94[76]

2013
- Argento ai Campionati italiani assoluti indoor, (Ancona), 800 m - 2'05”32[77]
- Oro ai Campionati italiani assoluti, (Milano),
800 m - 2'04”08[78]
- Oro ai Campionati italiani assoluti, (Milano),
4x400 m - 3'39”33[79]

2014
- Oro ai Campionati italiani assoluti indoor, (Ancona), 800 m - 2'05”39[80]
- Oro ai Campionati italiani assoluti, (Rovereto),
800 m - 2'05”01[81]
- Oro ai Campionati italiani assoluti, (Rovereto), 4x400 m - 3'38”44[82]

2015
- Argento ai Campionati nazionali universitari, (Fidenza), 400 m - 54"52[83]
- 8ª ai Campionati italiani assoluti, (Torino),
400 m - 54"76[84]
- Argento ai Campionati italiani assoluti, (Torino), 4×400 m - 3'35"40[85]

2016
- Bronzo ai campionati italiani assoluti, 400 m piani - 53"13
- Oro ai campionati italiani assoluti, staffetta 4x400 m - 3'32"50
- Bronzo ai campionati italiani assoluti indoor, 400 m piani - 53"97

2017
- Oro ai campionati italiani assoluti, staffetta 4x400 m - 3'34"98

2018
- 5ª ai campionati italiani assoluti, 400 m piani - 54"54
- Oro ai campionati italiani assoluti, staffetta 4x400 m - 3'37"16
- 6ª ai campionati italiani assoluti indoor, 400 m piani - 54"38

2019
- 6ª ai campionati italiani assoluti, 400 m piani - 54"14
- 4ª ai campionati italiani assoluti indoor, 400 m piani - 54"59

2020
- Oro ai campionati italiani assoluti, staffetta 4x400 m - 3'34"80

- Oro ai campionati italiani assoluti indoor, staffetta 4x2 giri - 3'38"42 (in squadra con Mangione, Cavalleri e Lukudo)

## Altre competizioni internazionali
2008
- 6ª in Coppa Europa indoor,
( Mosca), 400 m - 55”04[86]
- 8ª in Coppa Europa,
( Annecy), 4x400 m - 3'34”15[87]

2009
- Argento nella Coppa dei Campioni per club,
( Castellón de la Plana), 4x400 m - 3'38”04[88]
- Argento nell'Europeo per nazioni,
( Leiria), 4x400 m - 3'28”77[89]

2010
- 7ª nell'Europeo per nazioni,
( Bergen), 4x400 m - 3'31”16[90]

2011
- Argento nella Coppa dei Campioni per club,
( Vila Real de Santo António), 800 m - 2'09”74[91]
- Bronzo nella Coppa dei Campioni per club,
( Vila Real de Santo António), 4x400 m - 3'36”96[92]
- 8ª nell'Europeo per nazioni,
( Stoccolma), 400 m - 52”64[93]
- 6ª nell'Europeo per nazioni,
( Stoccolma), 4x400 m - 3'30”11[94]

2013
- 7ª nell'Europeo per nazioni,
( Gateshead), 800 m - 2'04”19[95]

2014
- 10ª nell'Europeo per nazioni,
( Braunschweig), 800 m - 2'04”54[96]
- 11ª al Golden Gala ( Roma), 800 m piani - 2'02"82

2015
- 4ª nell'Europeo per nazioni, ( Čeboksary),
4x400 m - 3'29"83[97]

2019
- Eliminata in batteria ai Giochi Mondiali militari ( Wuhan), 400 m piani - 55"01
- 6ª ai Giochi Mondiali militari ( Wuhan), staffetta 4x100 m - 44"95

## Attività extrasportive e vita privata
- Diplomata nel 2006 al liceo socio-psicopedagogico[98] e laureata il 9 novembre 2010 in fisioterapia[99] ed ora studia scienze motorie[100].
- Il 7 dicembre 2011 è stata al Teatro delle Vittorie in Roma, in veste di campionessa italiana nei 400 metri, dove ha registrato una puntata, del programma televisivo “I Soliti ignoti” condotto da Fabrizio Frizzi, andata in onda su Rai 1 il 6 febbraio 2012[101].